# パシフィック・ビジネスニューズ
『パシフィック・ビジネスニューズ』（英語: Pacific Business News）紙はアメリカ合衆国ハワイ州ホノルルで発行されている日刊新聞で、おもにハワイ州のビジネス関係を扱っている。この新聞は1963年に発刊され、ノースカロライナ州シャーロットに本部があるアメリカン・シティー・ビズネス・ジャーナルズ社（en:American City Business Journals）が所有している。 